# Almoloya del Río
Almoloya del Río és un municipi de l'estat de Mèxic. Almoloya del Río és el cap de municipi i principal centre de població d'aquesta municipalitat. Aquest municipi és a la part nord-occidental de l'estat de Mèxic. Limita al nord amb els municipis de San Mateo Atenco i Capulhuac, al sud amb Texcalyacac, a l'oest amb Tianguistenco i a l'est amb Rayón.